# Hålisstonga
Hålisstonga är en bergstopp i Antarktis. Den ligger i Östantarktis. Norge gör anspråk på området. Toppen på Hålisstonga är 2 780 meter över havet.
Terrängen runt Hålisstonga är kuperad västerut, men österut är den platt. Hålisstonga är den högsta punkten i trakten. Trakten är obefolkad. Det finns inga samhällen i närheten. 